# Charly Lehnert

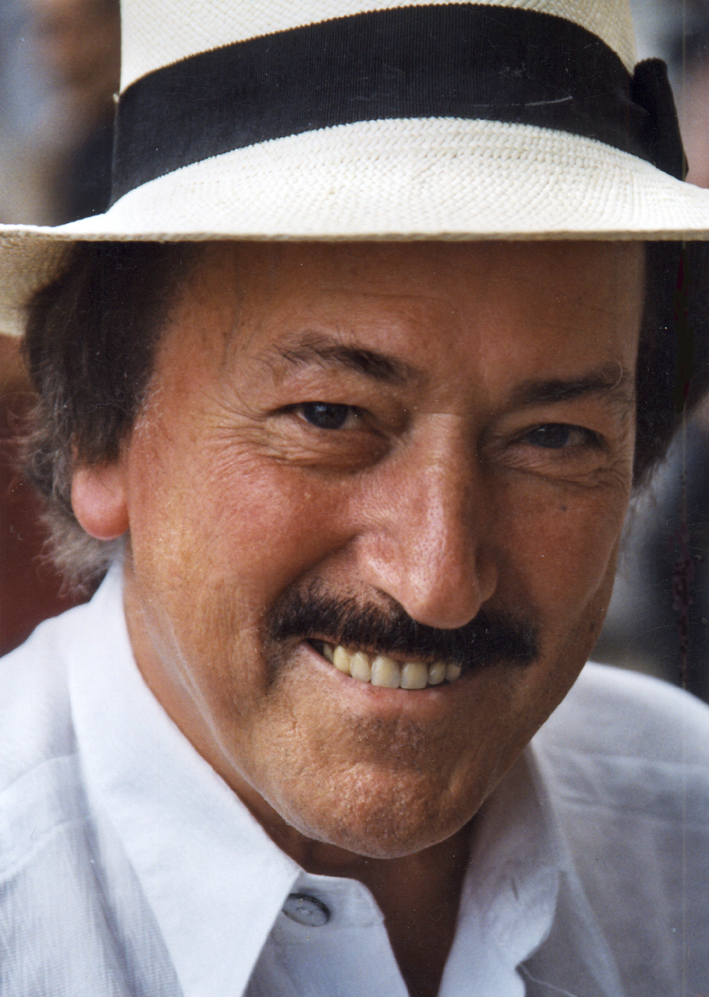
Charly Lehnert, 2009

Herrmann Herbert („Charly“) Lehnert (* 19. November 1938 in Dudweiler; † 28. März 2025) war ein deutscher Verleger, Schriftsteller, Redakteur, Grafikdesigner, Moderator und Musiker.

## Leben
Lehnerts Vorfahren väterlicherseits stammten aus Lettland und Sachsen, mütterlicherseits aus der Pfalz in der Nähe von Kusel. Lehnert wuchs in der Wilhelmstraße in Dudweiler auf, gegen Kriegsende durch eine Evakuierung ins hessische Battenfeld unterbrochen. Nach der Volksschule besuchte er Anfang der 1950er Jahre das Lehrerseminar in Ottweiler, wechselte aber 1958 nach Saarbrücken zur Staatlichen Werkkunstschule, einer Vorgängerinstitution der Hochschule der Bildenden Künste Saar. Dort legte er Anfang der 1960er Jahre sein Examen als Dipl. Grafikdesigner ab.
Lehnert war als Siebdrucker und Schriftenmaler in einer Firma für Licht- und Außenwerbung in Dudweiler angestellt. Danach wechselte er als Grafikdesigner zu einer Saarbrücker Werbeagentur. Zeitgleich trat er als Sänger und Gitarrist mit eigenen Bands zu Tanzveranstaltungen im Saarland und in der lothringischen Nachbarregion auf. 1965 wechselte er zum Keramik-Hersteller Villeroy & Boch. Dort übernahm er die Leitung des grafischen Ateliers in der Mettlacher Generaldirektion und betreute die Gestaltung der Werbemittel für die Fabriken des Unternehmens im In- und Ausland. Ab 1959 bis zur Mitte der 1960er Jahre war Lehnert nebenberuflich Gitarrist in den Tanzmusik-Formationen „Colibri-Quartett“ und „Scotch-Combo“ mit Internationaler Tanzmusik.
1973 machte Lehnert sich selbstständig und gründete in Saarbrücken eine eigene Firma mit den Dienstleistungsbereichen Werbung, Design und Public Relations. In den 1970er Jahren betreute Lehnert Werbung und Verkaufsförderung für 1500 Fachgeschäfte der deutschen Rundfunk-Fernseh-Branche sowie Firmen, Institutionen und Verbände. Daneben spezialisierte er sich auf Produktdesign für Herstellerfirmen in fernöstlichen Ländern, die er bereiste. Von ihm gestaltete Produkte waren Radiorecorder, Uhrenradios (z. B. das erste „Würfel-Radio“ in Deutschland), Fernseher, Funksprechanlagen und mehr.
Mitte der 1970er Jahre übernahm er zusätzlich einen Lehrauftrag im Bereich Grafikdesign an der Fachhochschule für Design (Saarbrücken), den er bis zum Jahr 1980 innehatte. In dieser Zeit war Lehnert Gitarrist der Jazz-Formationen „Stefan Klinkhammer Quartett“ und „Chris-Kümmelbach-Quartett“.
In den 1980er Jahren arbeitete Lehnert mit dem saarländischen Schriftsteller Gerhard Bungert zusammen. Gemeinsam publizierten sie bis 1986 eine Reihe von Büchern zu dem Themenkomplex „Landeskunde, Lebensart und Mentalität des Saarlandes und seiner Nachbarräume“, vorwiegend im Queißer Verlag (Lebach).
1986 gründete Charly Lehnert den „Lehnert Verlag für Regionalliteratur und Zeitschriften“, der inzwischen zu den auflagenstärksten Verlagen im Saarland gehört. Besonders bekannt wurde der Verlag durch seine „Kleine Saarland-Reihe“. Neben seiner Verlagsarbeit publizierte Lehnert bisher über 50 eigene Werke. Als Kolumnist war er für die Saarbrücker Zeitung tätig, und er ist Redakteur des Magazins EuroSaar im Propos Verlag Bexbach mit Beiträgen zu Themen der Regionalkultur in der Großregion und im Saar-Lor-Lux-Raum.
Lehnert organisierte als Fachmann für politische Kommunikation 1985 die Landtagswahl der SPD Saar, die nach 30 Jahren im Saarland zum Regierungswechsel führte. Oskar Lafontaine wurde Ministerpräsident des Saarlandes. Danach war Lehnert Vertragsagentur der SPD Saar bis zum Jahr 1999, als die SPD Saar eine andere Agentur beauftragte und die Wahl verlor. Von 1994 bis 1995 organisierte Lehnert die Kommunal- und Landtags-Wahlkämpfe für die SPD Sachsen-Anhalt und Thüringen, die alle für die SPD erfolgreich waren.
Von 2002 war Lehnert Moderator der Saar-Lor-Lux-Talk-Show Blaue Stunde.
Mit dem Titel Die Musikszene der 60er erarbeitete 2008 Charly Lehnert ein Hörbuch über die Pop-Rock-Geschichte der Roaring Sixties mit musikhistorischen Fakten, Storys und Anekdoten aus den Jahren 1960 bis 1969, erzählt von Kultmoderator Manfred Sexauer. Das Werk erschien 2009 als Sammler-Edition in einer Box mit fünf Audio-CDs.
In die Schlagzeilen geriet Lehnert im Jahr 2008, als bekannt wurde, dass seine Agentur den Auftrag erhielt, den Landtagswahlkampf der saarländischen Linken unter Oskar Lafontaine zu organisieren. Lehnert war bis dahin 35 Jahre lang Mitglied der SPD Saar. Die saarländische SPD schloss ihn nach einem internen Verfahren im Januar 2009 aus der Partei aus. Ab 2009 war er parteilos.
Seit 2011 trat er an wechselnden Orten der Saarregion unter anderem mit dem Programm Schön war die Zeit mit Lesungen und Chansons auf.
Lehnert war Herausgeber des Magazins nemmeh dehemm  für die Freunde des Saarlandes, das 1987 als 8-seitige, zweifarbige Zeitung gegründet wurde. Ab 2015 erschien die Publikation als 16-seitiges Farb-Magazin.
Im Auftrag des Düsseldorfer Grupello Verlags erarbeitete Lehnert 2012 das Wissensspiel Saarland-Quiz. Mit 100 Fragen und Antworten stellt es das Saarland von seiner besten Seite vor. Im Februar 2014 erschien das ähnlich aufgemachte Saarbrücken Quiz.
Lehnert veröffentlichte im Dezember 2014 als Zwei-Bände-Edition Das saarländische Geheichnis, Band 1 und Band 2, mit Erzählungen, Ganzkurzgeschichten und Glossen, je Band 200 Beiträge zu Lebensart und Mentalität, Landeskunde und Kulinarischem im Saarland. Zu Jahresbeginn 2020 erschienen von Lehnert drei Bände der Trilogie Die saarländische Heimat: Band 1 – Mehr als Natur und Kultur, Band 2 – Land und Leute an der Saar, Band 3 – Von sellemoòls im Saarland.
2020 veröffentlichte er seine autobiografischen Erzählungen unter dem Titel „Freckert“. Im Jahr 2022 stellte er alle seine bisherigen Bücher der „Kleinen Saarland Reihe“ um auf Buchformat und erweiterte sie im Inhalt und der Ausgestaltung. Titel der Neuen Reihe: „Saarland Buch“.

## Ehrungen
Für seine Verdienste um den Denkmalschutz und die Förderung der saarländischen Regionalkultur wurde Lehnert 1998 vom saarländischen Ministerpräsidenten der Saarländische Verdienstorden verliehen.

## Werke (Auswahl)
- mit Claudia Lehnert: Lebendiges Saarbrücken – großer Stadtführer (Wegweiser für die Saarländer und die Saarbrücker). Lehnert Verlag, Saarbrücken 1986, ISBN 3-926320-00-1.
- De Freckert (Erzählungen und Episoden von früher und heute. Das Saarland erzählt; Bd. 55). Lehnert Verlag, Saarbrücken 1996, ISBN 3-926320-51-6.
- mit Gerhard Bungert: So schwätze mir (Sprachführer Hochdeutsch-Saarländisch, Wortschatz, Redewendungen, Grammatik). Lehnert Verlag, Saarbrücken 1987, ISBN 3-926320-09-5.
- mit Gerhard Bungert: Mir sinn halt so (Lebensart und Mentalität im Saarland). Lehnert Verlag, Saarbrücken 1987, ISBN 3-926320-07-9.
- mit Gerhard Bungert: Hauptsach – es schmeckt (Essen, Trinken und Feiern im Saarland). Lehnert Verlag, Saarbrücken 1987, ISBN 3-926320-06-0.
- mit Gerhard Bungert: Hann mir gelacht (Anekdoten, Episoden und Witze aus dem Saarland). Lehnert Verlag, Saarbrücken 1987, ISBN 3-926320-08-7.
- Oh, wie kloor (Witze aus dem Saarland. Kleine Saarland Reihe). Lehnert Verlag, Saarbrücken 1999. ISBN 3-926320-71-0.
- Alles klar? (Glossen und Essays. Das Saarland erzählt; Bd. 9). Lehnert Verlag, Saarbrücken 1999. ISBN 3-926320-71-0.
- mit Schorsch Seitz: Lieder und Leute aus dem Saarland (Stories, Porträts und Berichte). Lehnert Verlag, Saarbrücken 1999, ISBN 3-926320-59-1.
- DerDieDasDòò (Saarländische Redensarten in rheinfränkischer und moselfränkischer Mundart. Kleine Saarland Reihe). Lehnert Verlag, Saarbrücken 2004, ISBN 3-926320-77-X.
- Lääwe unn lääwe losse (Leben und leben lassen – von der Lebensart im Saarland. Kleine Saarland-Reihe). Lehnert Verlag, Saarbrücken 2008, ISBN 978-3-926320-92-6.
- Hinzuus unn hemmzuus (Wenn Saarländer reisen. Kleine Saarland-Reihe). Lehnert Verlag, Saarbrücken 2008, ISBN 978-3-926320-94-0.
- Detlev Schönauer * Das Beste (Neues aus Jacques Bistro und Biografisches des Kabarettisten). Lehnert Verlag, Saarbrücken 2006, ISBN 3-926320-69-9.
- De Freggerd (Lausbubengeschichten aus der Nachkriegszeit im Saarland. Kleine Saarland Reihe). Lehnert Verlag, Saarbrücken 2008, ISBN 978-3-926320-90-2.
- mit Gerhard Bungert (Hrsg.): Das Saarbrücker Schloss (Zur Baugeschichte bis zur Wiedereröffnung nach der Restaurierung). Lehnert Verlag, Saarbrücken 1989, ISBN 3-926320-15-X.
- Hauptsach – Gudd gess (Rezepte für Gourmets. Kleine Saarland-Reihe). Lehnert Verlag, Saarbrücken 2006, ISBN 3-926320-78-8.
- Liebe(s)Grüße aus dem Saarland (Geschichten und Gedichte von saarl. Autoren. Kleine Saarland-Reihe). Lehnert Verlag, Saarbrücken 2007, ISBN 978-3-926320-73-5.
- s Guddsje (Originale und Originelles aus dem Saarland, Kleine Saarland-Reihe). Lehnert Verlag, Saarbrücken 2008, ISBN 978-3-926320-81-0.
- Das Lyoner Buch (Geschichten und Rezepte. Kleine Saarland-Reihe). Lehnert Verlag, Saarbrücken 2006, ISBN 3-926320-99-0.
- mit Claudia Lehnert: Dibbelabbes (Das saarl. Grumbeer-Buch, Rezepte. Kleine Saarland-Reihe). Lehnert Verlag, Saarbrücken 2006, ISBN 3-926320-58-3.
- Die gudd Supp (Das saarl. Suppenbuch-Buch, Rezepte. Kleine Saarland-Reihe). Lehnert Verlag, Saarbrücken 2006, ISBN 3-926320-95-8.
- Wie das Saarland entstanden ist – Rettet das Saarland (Zur Geschichte des Saarlandes, 1835 bis 1957. Kleine Saarland-Reihe). Lehnert Verlag, Saarbrücken 2010, ISBN 978-3-926320-86-5.
- Weihnachten im Saarland (Geschichten und Gedichte von saarl. Autorinnen und Autoren. Kleine Saarland-Reihe). Lehnert Verlag, Saarbrücken 2010, ISBN 978-3-926320-93-3.
- Vegetarisch gudd (Rezepte aus dem Saarland, Geschichten. Kleine Saarland-Reihe). Lehnert Verlag, Saarbrücken 2011, ISBN 978-3-939286-00-4.
- Schmagges. Das Saarland-Nostalgie-Kochbuch – mit und ohne Maggi (Kleine Saarland-Reihe). Lehnert Verlag, Saarbrücken 2013, ISBN 978-3-939286-03-5.
- Saarland-Quiz (Ein Wissensspiel). Grupello Verlag, Düsseldorf 2013, ISBN 978-3-89978-182-3.
- Saarbrücken-Quiz (Ein Wissensspiel). Grupello Verlag, Düsseldorf 2014, ISBN 978-3-89978-211-0.
- Das saarländische Geheichnis – Band 1 (Erzählungen, Ganzkurzgeschichten, und Glossen). Lehnert Verlag, Saarbrücken 2014, ISBN 978-3-939286-18-9.
- Das saarländische Geheichnis – Band 2 (Erzählungen, Ganzkurzgeschichten, und Glossen). Lehnert Verlag, Saarbrücken 2014, ISBN 978-3-939286-19-6.
- Hundert saarländische Weisheiten – Band 2 (Redensarten). Lehnert Verlag, Saarbrücken 2014, Saarbrücken 2014, ISBN 978-3-926320-80-3.
- Hundert saarländische Frechheiten – Band 3 (Spott- und Schimpfwörter). Lehnert Verlag, Saarbrücken 2017, ISBN 978-3-939286-24-0.
- Wie das Saarland entstanden ist – Maxi-Ausgabe (Geschichte des Saarlandes – Epochen 1835–1959). Lehnert Verlag, Saarbrücken 2018, ISBN 978-3-939286-28-8.
- mit Claudia Lehnert: Aus Dibbe & Pann – Maxi-Ausgabe (Die traditionelle saarländische Küche). Lehnert Verlag, Saarbrücken 2018, ISBN 978-3-939286-31-8.
- Die saarländische Heimat. Drei Bände einer Saarland-Trilogie. Lehnert Verlag, Saarbrücken 2020.
  - Band 1: Mehr als Natur und Kultur, ISBN 978-3-939286-90-5.
  - Band 2: Land und Leute an der Saar, ISBN 978-3-939286-91-2.
  - Band 3: Von sellemòòls im Saarland, ISBN 978-3-939286-92-9.
- mit Dietrich Seeberg: Bübingen – Vom Dorf zum Saarbrücker Stadtteil. Lehnert Verlag, Saarbrücken 2020, ISBN 978-3-939286-88-2.
- Freggerd. Autobiografische Erzählungen von damals im Saarland. Lehnert Verlag, Saarbrücken 2021, Hardcover-Ausgabe ISBN 978-3-939286-79-0 * Softcover-Ausgabe 978-3-939286-96-7.
- Grüße aus dem Saarland. Saarland Buch, Mundart-Gedichte saarländischer Autorinnen und Autoren. Lehnert Verlag, Saarbrücken 2022, ISBN 978-3-939286-16-5.
- Wie das Saarland entstanden ist (Saarland Buch, Zur Saargeschichte der Epochen von 1835 bis 1957). Lehnert Verlag, Saarbrücken 2022, ISBN 978-3-9824654-5-6.
- DerDieDasDòò. Saarland Buch, Saarländische Redensarten in rheinfränkischen und moselfränkischen Mundarten. Lehnert Verlag, Saarbrücken 2022, ISBN 978-3-939286-19-6.
- Schmagges. Saarland Buch, Das Nostalgie-Kochbuch mit und ohne Maggi. Lehnert Verlag, Saarbrücken 2022, ISBN 978-3-939286-20-2.
- Oma Kättsche. Ihre geheimen Rezepte (Saarland Buch). Lehnert Verlag, Saarbrücken 2022, ISBN 978-3-9824654-6-3.
- Oh, wie klòòr (Saarland Buch, mit Saarländer und Pfälzer Witzen). Lehnert Verlag, Saarbrücken 2022, ISBN 978-3-939286-81-3.
- Das Lyoner Buch (Saarland Buch, Lyoner-Geschichten und -Rezepte). Lehnert Verlag, Saarbrücken 2022, ISBN 978-3-9824654-8-7.
- Die gudd Supp (Saarland Buch, Das saarländische Suppenbuch). Lehnert Verlag, Saarbrücken 2022, ISBN 978-3-939286-21-9.
- Veget arisch gudd (Saarland Buch, Das vegetarische Kochbuch). Lehnert Verlag, Saarbrücken 2022, ISBN 978-3-939286-23-3.
- Hauptsach – guddgess (Saarland Buch). Lehnert Verlag, Saarbrücken 2023, ISBN 978-3-939286-17-2.
- Dibbelabbes (Saarland Buch, Das saarländische Grumbeer-Buch). Lehnert Verlag, Saarbrücken 2023, ISBN 978-3-939286-22-6.
- Lilliput Saarländisch Langenscheidt Verlag, Originaltext von Charly Lehnert, ISBN 978-3-12-563614-9